# Euplexia striatovirens
Euplexia striatovirens là một loài bướm đêm trong họ Noctuidae.